# 黄塘镇 (惠安县)
黄塘镇是中国福建省泉州市惠安县下辖的一个镇。

## 历史沿革
1958年，设立东红公社。1961年，东红公社更名为黄塘公社。1984年，改为黄塘乡。1992年，黄塘乡改黄塘镇。后来，黄塘镇拆出15个村并设立紫山镇。

## 行政区划
黄塘镇镇政府驻黄塘街。黄塘镇辖18个行政村，分别是：
黄塘村、接待村、碧岭村、谢厝村、后狮村、亭林村、省吟村、尾园村、埔兜村、坝岭村、后店村、下坂村、虎窟村、苏塘村、松溪村、下墓村、前郭村、后郭村。